# أندرو ماينارد
أندرو ماينارد (بالإنجليزية: Andrew Maynard) (مواليد 8 أبريل 1964) هو ملاكم أمريكي، مثّل بلاده في الألعاب الأولمبية الصيفية 1988.

## روابط خارجية
أندرو ماينارد على موقع بوكس ريك (الإنجليزية) (registration required)
- أندرو ماينارد على موقع أوليمبيديا (الإنجليزية)